# Henry Duncan Monument
Das Henry Duncan Monument ist ein Denkmal in der schottischen Streusiedlung Mouswald in der Council Area Dumfries and Galloway. 1971 wurde das Bauwerk in die schottischen Denkmallisten in der höchsten Denkmalkategorie A aufgenommen.

## Beschreibung
Das Denkmal erinnert an Henry Duncan, der in der Region als Gemeindepfarrer tätig war und 1810 die erste Sparkasse in Schottland eröffnete (siehe Ruthwell Museum). Als Architekt zeichnet James Raeburn für den Entwurf verantwortlich. Der Steinmetz Alexander Crombie setzte den Entwurf 1846 um.
Das Monument ruht auf einem Sockel mit quadratischem Grundriss. Dieser ist an allen Seiten mit Rundbogenöffnungen mit Schlusssteinen gestaltet. Darüber verlaufen Friese. An der Westseite ist ein bronzenes Medaillon mit dem Konterfei Duncans, eingefasst von einem Kranz, eingelassen. Auf dem Sockel ruht ein hoher Obelisk.